# Poljčane
Poljčane este o localitate din comuna Poljčane, Slovenia, cu o populație de 1.159 de locuitori.